# Трапани (округ)
Округ Трапани (итал. Provincia di Trapani) је округ у оквиру покрајине Сицилија у јужном Италији. Седиште округа је истоимени град Трапани, док је највеће градско насеље град Марсала.
Површина округа је 2.460 km², а број становника 435.974 (2008. године).

## Природне одлике
Округ Трапани чини западни део острва и историјске области Сицилија. Он се налази у крајње југозападном делу државе, са изласком на Тиренско море на северу и Средоземно море на југу. Између се налази Сицилијански канал, који одељује Сицилију од Африке. Западна половина округа је низијски и густо насељен приморски крај. Источни део је планинског карактера - планине Спарађо. Кроз округ протиче река Белиће.
Округу Трапани припадају и Егадска острва западно од остатка округа и острво Пантелерија јужно.

## Становништво
По последњим проценама из 2008. године у округу Трапани живи преко 430.000 становника. Густина насељености је велика, близу 180 ст/км². Приморски делови округа су знатно боље насељени. Планински део на истоку је ређе насељен и слабије развијен.
Поред претежног италијанског становништва у округу живе и известан број досељеника из свих делова света.

## Општине и насеља
У округу Трапани ји 24 општине (итал. Comuni).
Најважније градско насеље и седиште округа је град Трапани (71.000 ст.) у западном делу округа. Међутим, највећи град је град Марсала (82.000 ст.) у југозападном делу округа, а трећи по величини је град Мацара дел Вало (51.000 ст.) у јужном делу округа.